# 瑪挪亞的妻子
瑪挪亞的妻子，也就是參孫的母親，是《聖經·士師記》中一名未有記載名字的人物。根據聖經記載，她是瑪挪亞的妻子，向來不孕不育。耶和華的使者向她顯現，預言她必懷孕生一個兒子。後來，她生了一個兒子，取名爲參孫:13:2-24。
聖經研究學者J. Cheryl Exum認爲瑪挪亞的妻子比瑪挪亞更有洞察力，因她一下子就察覺到耶和華使者「超脱尘世」，也意識到使者顯現的神聖目的。Bruce Waltke則認爲瑪挪亞的妻子愤世嫉俗，因她沒有像哈拿一樣求孩子，也沒有在之後讚美上帝。
猶太教傳統認爲瑪挪亞的妻子是《歷代志上》4章3節中的哈悉勒玻尼。《塔木德》給出了她名字的變體，‎。